# Centrale hydroélectrique de Zagorsk
La centrale hydroélectrique de Zagorsk (en russe : Загорская ГАЭС, Zagorskaïa GAES) est une centrale hydroélectrique de pompage-turbinage située près de Serguiev Possad, en Russie.
La centrale Zagorsk-1 dispose d'une puissance installée de 1 200 MW et a été la première centrale de ce type en Russie. Le projet avait été approuvé en 1974, ses deux premiers générateurs étaient opérationnels en 1987 et les suivants en 2000. Zagorsk-2, dont la puissance installée est programmée pour 840 MW, est en cours de construction à proximité.

## Zagorsk-1

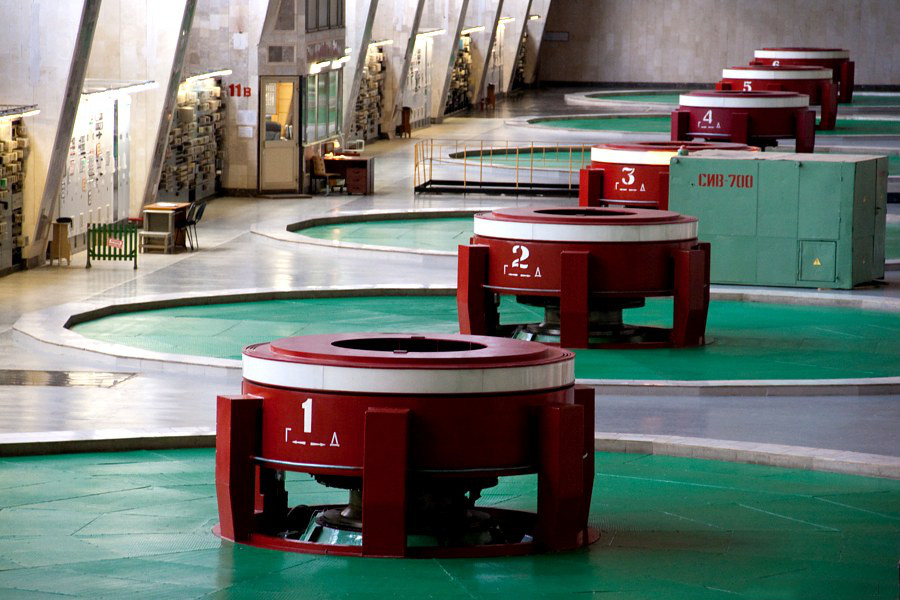
La salle des machines de la centrale Zagorsk-1.

La construction de cette première centrale de pompage-turbinage russe a été votée en  1974, mais ce n'est qu'au mois de décembre 1987 que les deux premières pompes-turbines réversibles (puissance de 1 200 MW en mode turbinage et de 1 320 MW en mode pompage). L'achèvement de l'installation avec ses six turbines Francis était réalisé en 2000,,. Son réservoir supérieur est constitué d'une retenue artificielle ovale, cependant que la Kounya, un affluent de la Doubna, sert de réservoir inférieur. La hauteur de chute entre les deux réservoirs n'est que de 100 m, ce qui est relativement modeste pour ce type de centrale. Les six conduites forcées sont constituées de 18 segments longs de 40 m et de 7,50 m de diamètre. Le raccordement au réseau se fait par un transformateur de 500 kV. Depuis 2004, la centrale de Zagorsk est, en termes de puissance installée, la 8e plus grande centrale de pompage-turbinage au monde.

## Source
- (en) Cet article est partiellement ou en totalité issu de l’article de Wikipédia en anglais intitulé « Zagorsk Pumped Storage Station » (voir la liste des auteurs).